# BB Brunes
Pour les articles homonymes, voir BBB.
BB Brunes ou BBB est un groupe français de pop rock. Il appartient à la nouvelle scène rock française et est actif depuis 2006. D'abord sous le nom de Hangover, BB Brunes se popularise sur les scènes parisiennes avant de se faire connaître du grand public entre autres grâce à des passages dans des émissions de télévision comme Star Academy ou Nouvelle Star.

## Historique

### Origines
Les membres du groupe sont originaires de Paris, à l'exception de Bérald Crambes, originaire de Saint-Georges-de-Didonne, en Charente-Maritime. Adrien Gallo et Raphaël Delorme se sont connus à l'école avant de créer le groupe Hangover en 2000 avec Karim Réveillé. Ils composent alors exclusivement en anglais. Ils commencent à jouer sur le trottoir de la rue de Turbigo,,,. C'est Luis Rego, un proche de la famille, qui prête sa première guitare à Adrien Gallo, lui montre quelques accords et lui dit d'écouter Jimi Hendrix et du jazz manouche. C'est à partir de là qu'il découvre et apprécie le rock, ses parents écoutant principalement du jazz. Alors que la nouvelle formation recherche un nouveau guitariste, Félix Hemmen, séduit par leur musique et poussé par son père, se propose à l'issue d'un concert et est accepté. La même année, Raphaël Delorme quitte le groupe, tandis que celui-ci change de nom et signe un premier contrat avec une maison de disques.
L'acteur Jules Sitruk est l'un de leurs amis de lycée : c'est à lui qu'ils passent leur première maquette car son père, Claude Sitruk, ancien chanteur du groupe Les Costars, vient alors de monter le label Kurtis Productions. Pendant des mois, Claude Sitruk va retravailler les chansons, les arrangements, apprendre au groupe à jouer ensemble, à construire leur identité ; tant et si bien qu'au bout de dix mois de répétitions, il les fait entrer au studio du Palais des Congrès et enregistre quatre chansons mixées par Jacques Ehrhart. Claude Sitruk démarche ensuite les maisons de disques sans succès et rencontre, par l'intermédiaire de Jacques Ehrhart, Marc di Domenico qui signera le groupe en licence sur le label Palass. Ce dernier ayant un accord avec Warner, le groupe sera distribué par Rose-Hélène Chassagnes. Claude Sitruk propose au groupe de changer de nom, qui devient BB Brunes, tirant son nom à la fois de la chanson de Serge Gainsbourg, Initials BB, du boulevard Brune à Paris, où le groupe répète à l'époque et de la chanson La Dame brune de Barbara.

### Débuts (2005—2007)
Les BB Brunes font leurs premières scènes en 2005 au Gibus, une salle de spectacle parisienne, à l'occasion du festival Emergenza, en compagnie de plusieurs autres groupes de jeunes musiciens. Ils iront jusqu'à la finale nationale de l'événement à l'Élysée Montmartre. L'année suivante sort leur premier single Le Gang ; il est suivi d'un album, Blonde comme moi, de deux nouveaux singles en 2007 ainsi que d'une réédition de Blonde comme moi incluant quelques bonus dont des fonds d'écran.
Bérald Crambes intègre le groupe BB Brunes en 2007 en tant que bassiste après la sortie de l'album Blonde comme moi grâce à une annonce lancée sur Myspace. La même année, le groupe est choisi par la marque de vêtements H&M pour animer la soirée de présentation d'une nouvelle collection, à Rome, en octobre. Le groupe interprète à cette occasion, en anglais, plusieurs chansons de l'album, devant 700 invités.

### Médiatisation (2008—2009)
Leur apparition lors du prime de la Star Academy de TF1 vendredi 18 janvier 2008 leur assure une première médiatisation d'importance auprès du public adolescent français, cible privilégiée même si le groupe provoque TF1 en disant qu'ils ont été obligés de monter sur scène et n'ont pas aimé être là[réf. nécessaire]. Ils continuent leurs passages dans les émissions telles que La Fête de la chanson française, Taratata, Le Grand Journal et T'empêches tout le monde de dormir. Leur tournée 2008 annonce cinq nouvelles chansons : Try Your Knees (ou Manivelle), Seul ou accompagné, Bouche B, Le Ska et Cavalier noir. Ils chantent aussi le morceau Summer Days de leur ancien groupe Hangover. En juillet 2008, le groupe se fait huer sur la scène du festival de Dour : les quatre musiciens reçoivent un accueil de sifflets et une pluie de déchets. Malgré cela, le groupe décide de continuer à jouer mais termine le concert 15 minutes avant la fin programmée. Le rappel n'est donc pas entamé.
Le groupe remporte une Victoire de la musique 2009 dans la catégorie Révélation scène de l'année, catégorie dans laquelle sont nommés à leurs côtés Micky Green, Moriarty, Sefyu et The Dø. La même année, leur chanson Cavalier noir figure dans la bande originale française du film Twilight, chapitre II : Tentation.

### Nico Teen Love(2009—2011)

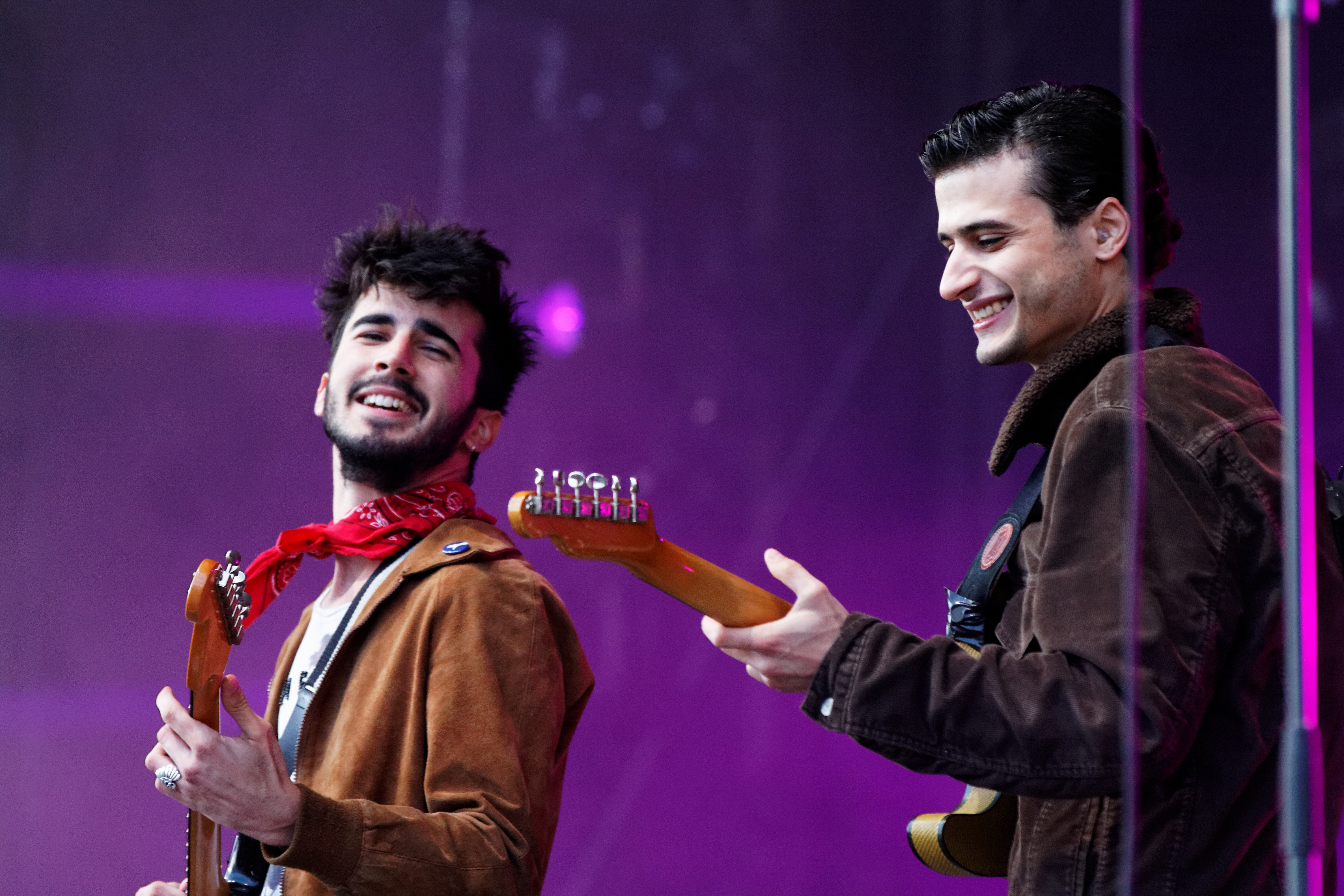
Les BB Brunes lors de la fête de l'Humanité 2013.

Le 16 novembre 2009, le deuxième album des BB Brunes, Nico Teen Love, est dans les bacs et le single homonyme sort au deuxième trimestre 2010. Le titre évoque l'adolescence et l'amour comme une drogue ; le groupe tenait à faire ce CD en guise d'adieu à l'adolescence[réf. nécessaire]. Le 15 novembre 2010 paraissent un EP en anglais et une édition collector de l'album Nico Teen Love, avec un deuxième CD contenant des exclusivités en anglais et en français, des morceaux enregistrés en concert, des sessions de travail et des versions acoustiques. En 2011, le groupe participe à l'album de reprises de chansons d'Alain Bashung intitulé Tels Alain Bashung en interprétant Gaby oh Gaby. Le premier CD/DVD live du groupe, enregistré à l'Olympia, l'Alhambra et au festival du Printemps de Bourges, sort le 24 octobre 2011. Il est accompagné de la sortie du titre Cul et Chemise, une reprise de Alright de Supergrass, avec de nouvelles paroles en français.

### Long courrier(2012—2014)
Dans un entretien donné par le groupe, les BB Brunes annoncent qu'ils prévoient d'enregistrer leur troisième album fin 2011, là où ils ont enregistré Nico Teen Love[réf. nécessaire]. Adrien Gallo estime qu'il ne devrait pas y avoir de tournant musical particulier : les premières chansons sonnent garage rock, dans la lignée de Blonde comme moi et Nico Teen Love. Ils précisent également continuer à écrire en anglais, « sans aucune prétention commerciale »[réf. nécessaire]. L'album Long Courrier sort à l'automne de l'année suivante, en septembre 2012. Il sera certifié double disque de platine.
Leur titre Casanova, première chanson qu'Adrien Gallo compose au piano, est choisi en 2012 pour le film Astérix et Obélix : Au service de sa Majesté où ils font d'ailleurs une apparition à la fin du film. Adrien Gallo s'offre une pause personnelle en sortant son premier album solo en novembre 2014. Le groupe interrompt momentanément ses activités la même année.

### Puzzle(2017—2018)
Après une pause de trois ans et demi et l'album solo d'Adrien Gallo intitulé Gemini, le groupe BB Brunes revient sur la scène publique en 2017. Leur retour est matérialisé, fin mars, par la diffusion d'un nouveau single intitulé Éclair, éclair, et par quelques passages sur les plateaux de télévision. Le 19 juillet est dévoilé le second single Pyromane.
Leur quatrième album, Puzzle, sort le 1er septembre 2017. Le titre choisi évoque le nouvel éclectisme de leur musique et de leur inspiration. Les 25, 26 et 28 septembre, le groupe célèbre ses dix ans de carrière au club Les Étoiles à Paris, où les concerts sont dédiés successivement à chacun de leurs trois premiers opus studio. En 2018, l'album Puzzle est nommé dans la catégorie meilleur album rock aux Victoires de la Musique. Cette année 2018 est également marquée par une nouvelle tournée du groupe avec plus de soixante dates à travers la France, mais aussi en Belgique et en Suisse.

### Visage(depuis 2019)
Lors de leurs concerts, dès l'été 2018, le groupe interprète plusieurs nouvelles chansons comme Total cuir, Habibi, ou encore Orgasme. Les réactions positives du public poussent le groupe à rapidement enregistrer un nouvel opus.
En mars 2019, le groupe diffuse le single et le clip du morceau éponyme de leur futur album, Visage. En mai, il en est de même pour Habibi. L'album sort début septembre 2019. Lors de leurs interviews de promotion, les membres du groupe insistent sur le retour d'un rock plus brut, loin de la prédominance donnée à la musique électronique dans leur précédent album Puzzle. Ce retour aux sources est soutenu par des conditions d'enregistrement au plus proche du live, sans effets.

## Influences
Les influences musicales que revendique le groupe sont les groupes punk et rock des années 1960 à 2000 dont The Clash et The Strokes, et les chanteurs comme Serge Gainsbourg, Pete Doherty, Étienne Daho, Amy Winehouse, Ray Charles, David Bowie ou encore Jacques Dutronc. Depuis le départ de Raphaël Delorme, Adrien Gallo compose et écrit seul la musique et les paroles, puis, avec les autres membres du groupe, ils les retravaillent. Deux compositions de Hangover sont reprises par les BB Brunes : Summers Days et You Belong to Me.

## Membres

### Membres actuels
- Adrien Gallo — chant, guitare
- Félix Hemmen — chant, guitare, clavier
- Jocelyn Moze - batterie (depuis 2023)
- Bérald Crambes — basse

### Membres de tournée
- Kenzo Zurzolo - clavier chant (depuis 2024)
- Jean-Noel Dasque - guitare chant (depuis 2024)

### Anciens membres
- Raphaël Delorme — clavier (2005)
- Karim Réveillé — batterie (2005—2017)
- Cyprien Jacquet (alias Wendy Killman) (2010-2023)

## Discographie

### Albums studio
| Titre            | Détails                                              | Meilleure position | Meilleure position | Meilleure position |
| Titre            | Détails                                              | FRA                | BE-W               | SUI-R              |
| ---------------- | ---------------------------------------------------- | ------------------ | ------------------ | ------------------ |
| Blonde comme moi | - Sortie : 13 mars 2007 - Label : Kurtis Productions | 8                  | 16                 | —                  |
| Nico Teen Love   | - Sortie : 16 novembre 2009 - Label : Warner         | 6                  | 31                 | 39                 |
| Long Courrier    | - Sortie : 21 septembre 2012 - Label : Warner        | 9                  | 20                 | 14                 |
| Puzzle           | - Sortie : 1 septembre 2017 - Label : Warner         | 22                 | 36                 | 23                 |
| Visage           | - Sortie : 6 septembre 2019 - Label : Warner         | 39                 | -                  | -                  |

### EP
| Titre     | Détails                                      | Meilleure position | Meilleure position | Meilleure position | Meilleure position |
| Titre     | Détails                                      | FRA                | BE-W               | SUI                | GRB                |
| --------- | -------------------------------------------- | ------------------ | ------------------ | ------------------ | ------------------ |
| BB Brunes | - Sortie : 15 novembre 2010 - Label : Warner | —                  | —                  | —                  | —                  |

### Album live
| Titre          | Détails                                     | Meilleure position | Meilleure position | Meilleure position | Meilleure position |
| Titre          | Détails                                     | FRA                | BE-W               | SUI                | GRB                |
| -------------- | ------------------------------------------- | ------------------ | ------------------ | ------------------ | ------------------ |
| Nico Teen Live | - Sortie : 24 octobre 2011 - Label : Warner | 29                 | 45                 | —                  | 49                 |

### Singles
| Année | Single                             | Album            | Meilleure position |
| ----- | ---------------------------------- | ---------------- | ------------------ |
| 2006  | Le Gang                            | Blonde comme moi | —                  |
| 2007  | Houna                              | Blonde comme moi | —                  |
| 2007  | Dis-moi                            | Blonde comme moi | 187                |
| 2008  | Mr. Hyde                           | Blonde comme moi | —                  |
| 2008  | Perdus cette nuit                  | Blonde comme moi | —                  |
| 2009  | Dynamite                           | Nico Teen Love   | —                  |
| 2009  | Lalalove You                       | Nico Teen Love   | 11                 |
| 2010  | Nico Teen Love                     | Nico Teen Love   | —                  |
| 2010  | Britty Boy                         | Nico Teen Love   | —                  |
| 2011  | Cul et chemise                     | Nico Teen Live   | —                  |
| 2012  | Casanova                           | BB Brunes        | —                  |
| 2012  | Coups et Blessures                 | Long Courrier    | 7                  |
| 2012  | Stéréo                             | Long Courrier    | 46                 |
| 2013  | Aficionado                         | Long Courrier    | 71                 |
| 2013  | Bye Bye                            | Long Courrier    | 149                |
| 2017  | Éclair éclair                      | Puzzle           | 116                |
| 2017  | Pyromane                           | Puzzle           | —                  |
| 2017  | Terrain Vague                      | Puzzle           | —                  |
| 2018  | Pyjama                             | Puzzle           | —                  |
| 2019  | Visage                             | Visage           | —                  |
| 2019  | Habibi                             | Visage           | —                  |
| 2019  | La plus belle de toutes les filles | Visage           | —                  |
| 2019  | Saint Sébastien                    | Visage           | —                  |

## Tournées
Le groupe BB Brunes a, de 2007 à 2020, cinq séries de concerts à son actif.
| Année(s)       | Nom                      | Dates          | Album soutenu    |
| Tête d'affiche | Tête d'affiche           | Tête d'affiche | Tête d'affiche   |
| -------------- | ------------------------ | -------------- | ---------------- |
| 2007 - 2009    | BB Brunes en Concert     | 109            | Blonde comme moi |
| 2009 - 2011    | Nico Teen Live           | 102            | Nico Teen Love   |
| 2012 - 2014    | Tournée Long Courrier    | 123            | Long Courrier    |
| 2017 - 2018    | Les 10 Ans - Puzzle Tour | 68             | Puzzle           |
| 2019 - 2020    | Visage Tour              | 10             | Visage           |

## Participations
- 2009 : Cavalier noir sur la bande originale du film Twilight : Tentation
- 2011 : Gaby oh Gaby sur l'album Tels Alain Bashung
- 2012 : Astérix et Obélix : Au service de sa majesté.
- 2013 : Dans les Concerts de la Région à l'Armada de Rouen devant 20 000 spectateurs.

## Vidéographie
- 2007 : Le gang de l'album Blonde comme moi
- 2010 : Dis-moi de l'album Blonde comme moi
- 2010 : Nico Teen Love de l'album Nico Teen Love
- 2011 : Britty Boy
- 2011 : Lalalove You
- 2011 : Cul & Chemise de l'album Nico Teen Live
- 2012 : Coups et Blessures de l'album Long Courrier
- 2012 : Stéréo de l'album Long Courrier
- 2013 : Aficionado de l'album Long Courrier, avec Noémie Merlant[22]
- 2013 : Bye Bye de l'album Long Courrier
- 2017 : Eclair Eclair de l'album Puzzle
- 2017 : Terrain Vague / Pyromane de l'album Puzzle
- 2017 : Pyjama de l'album Puzzle
- 2019 : Visage de l'album Visage
- 2019 : Habibi de l'album Visage